# 中谷彰宏
中谷 彰宏（なかたに あきひろ、1959年4月14日 - ）は、日本の著作家、俳優、講演活動家。大阪府堺市出身。

## 来歴・人物
実家はスナックで父親はそこのマスター。中学時代から朝日放送やラジオ大阪に学生DJとして出演。大阪府立三国丘高等学校では空手部、弁論部、落語研究会、短歌部に所属した。在学中に朝日歌壇に入選している。1980年、2浪して早稲田大学第一文学部演劇学科に入学する（同期に小説家の原田宗典がいる）。大学在学中は映画史を専攻。毎月100本のノルマを課し、4年で4000本の映画を観る。1983年、『目覚まし時計の夢』（『早稲田文学』84号、p.20-33、中谷秋平名義）を発表し、23歳で作家デビューする。
1984年大学卒業。博報堂に入社し8年間CMプランナーとしてTV・ラジオCMの企画演出、ナレーションを担当する。
1991年、博報堂を退社し「株式会社中谷彰宏事務所」を設立、フリーランスとなる。就職手引書『面接の達人』（通称「メンタツ」）シリーズがベストセラーになる。
以後、ビジネス書から恋愛エッセイ、小説まで、多岐にわたるジャンルで、数多くのロングセラー、ベストセラーを送り出す
2020年まで俳優としてオスカープロモーションに所属していたが、現在は退所している。
テレビ・ラジオ等でも活動中。

## 著作業について
『面接の達人』『君のしぐさに、恋をした。』を始め、主としてノウハウ・自己啓発系が多い。その内容は1990年代から一貫して「とてもあっけらかんとしていて、その軽さがおそらく彼の持ち味になっている。」と社会学者の牧野智和に評されている。
企業のコラムなどにおいて自己啓発本について語る文脈で彼を「自己啓発本の神様」と評する意見もある。

## 作品リスト

### 小説
- いい女だからワルを愛する（青春出版社）
- キスの間に夢を見て（KKロングセラーズ）
- 受験王になろう（ダイヤモンド社）
- 恋愛小説（読売新聞社)
- 恋愛日記（読売新聞社）
- 恋愛旅行（読売新聞社）
- 恋愛不倫（読売新聞社）
- 恋愛運命（読売新聞社）

### エッセイ
ダイヤモンド社刊「なぜあの人は」シリーズ。
- なぜあの人は人前で話すのがうまいのか（2007年12月）
- なぜあのリーダーに人はついていくのか（2008年6月）
- なぜあの人はいつもやる気があるのか（2009年1月）
- なぜあの人は整理がうまいのか（2009年7月）
- なぜあの人は仕事ができるのか（2010年3月）
- なぜあの人は会話がつづくのか（2010年6月）
- なぜあの人は勉強が続くのか（2010年10月）
- なぜあの人の話に納得してしまうのか（2011年3月）
- なぜあの人は逆境に強いのか（2011年7月）

### 実用書
- 転職先はわたしの会社（サンクチュアリ出版）
- デジタルマナーの達人 - 携帯・メールの大人のマナー（小学館・1999年）

### 共著
- 小室哲哉 共著『プロデューサーは次を作る―ビジネス成功22の方程式』（飛鳥新社）
- テリー伊藤 共著『人生の答え』（メディアワークス）
- 木村政雄 共著『「アホ」になれる人が成功する』（ダイヤモンド社）
- 石井竜也 共著『自分がブランドになる』（PARCO出版）
- 加藤鷹 共著『キスに始まり、キスに終わる』（KKロングセラーズ）
- コシノジュンコ 共著『人生をデザインする48の方法』（PHP研究所）
- 日下公人 共著『自信がよみがえる58の方法』（メディアワークス）
- 荒俣宏 共著『王様の勉強法』（メディアワークス）
- 荒俣宏 共著『人生の錬金術』（メディアワークス）
- 橋本真也 共著『破壊から始めよう』（ダイヤモンド社）
- 長谷川慶太郎 共著『情報王』（ビジネス社）
- 竹村健一 共著『好きなことをやって、成功する法則。』（PHP研究所）
- 小出義雄 共著『本当の生きる力をつける本』（幻冬舎）
- 高塚猛 共著『抱擁力―なぜあの人には「初対面のキス」を許すのか』（経済界）
- 桜井章一 共著『なぜあの人は強いのか』（東洋経済新報社）

## 出演

### テレビドラマ
- 愛してるよ! 第5話「失恋バスツアー」（1993年、テレビ朝日）- 上田毅彦 役
- 連続テレビ小説 ひまわり（1996年、NHK）
- ゆずれない夜 （1996年10月-1996年12月、フジテレビ）- 笠井芯太郎 役
- はぐれ刑事純情派 第10シリーズ 第16話「結婚サギ! 素顔を消した女」（1997年7月、テレビ朝日）
- 税務調査官・窓際太郎の事件簿1（1998年6月8日、TBS）
- 火曜サスペンス劇場「事件記者1・新婚夫婦殺人事件」（1999年5月11日、日本テレビ）- 渋川政彦 役
- 火曜サスペンス劇場「監察医・室生亜季子27・複合死因」（2000年1月、日本テレビ）- 牧田晴三（マキハル） 役
- 月曜ミステリー劇場「おばさん会長・紫の犯罪清掃日記ゴミは殺しを知っている3」（2002年7月、TBS）- 小野慶一 役
- 土曜ワイド劇場 （テレビ朝日）
  - 「変装婦警の事件簿3 ピアノの調べは殺意の逆転トリック!」（2002年11月）- 吉岡修二 役
  - 「鉄道捜査官3 津和野トンネル殺人!」（2003年9月）- 杉山技官 役
- ハンチョウ〜神南署安積班〜 シリーズ1 第9話（2009年6月8日、TBS）- 検事 役

### テレビ
- OH!エルくらぶ（テレビ朝日）- 司会
- 笑っていいとも!（フジテレビ）- 金曜日レギュラー（1994年10月 - 1995年9月）
- 営業の達人（2015年4月 - 東京MXテレビ）- レギュラー[6]

### 映画
- 難波金融伝・ミナミの帝王 10（1998年）
- 修羅がゆく10 北陸代理決戦（1999年）- 武藤進
- 修羅のみち3 広島四国戦争（2001年）- 田川考
- 極道はクリスチャン/修羅の抗争（2001年）- 金村良一
- サル（2003年） - 岡谷拓実
- 石井のおとうさんありがとう（2004年） - 青木
- 死霊波（2004年） - 速水昭典
- コンクリート（2004年） - 早坂(刑事)
- サルウインドウ・ピリオド（2014年）
- 少女椿（2016年）- 嵐鯉治郎 役[7]

### Vシネマ
- 俺の空 刑事編（1998年）
- 俺の空 刑事編 闇の制裁（1998年）
- 実録・広島やくざ戦争（2000年） - 岡島組幹部 厚田昭三

### ラジオ
- WAHAHA本舗・中谷彰宏 東京シンジケート（1991年4月14日 - 10月7日、文化放送）
- 中谷彰宏のビジネスサプリ（2007年4月 - 、信越放送・北陸放送・FM FUJI）
- インスパ（InterFM897）毎週土曜21：00-